# Asplenium gjellerupii
Asplenium gjellerupii là một loài dương xỉ trong họ Aspleniaceae. Loài này được Alderw. mô tả khoa học đầu tiên năm 1912.
Danh pháp khoa học của loài này chưa được làm sáng tỏ. 